# ناطور
ناطور یک منطقهٔ مسکونی در ایران است که در دهستان سنجبد جنوبی واقع شده‌است. ناطور ۶۸ نفر جمعیت دارد.